# Assigny, Cher

Assigny este o comună în departamentul Cher, Franța. În 1 ianuarie 2022 avea o populație de 152 de locuitori.